# Claudio Surland
Claudio Surland (* 3. Juli 1942 in Hagen als Klaus-Jürgen Hannappel; Pseudonym als Journalist auch Joe oder Joao Brix) ist ein Sprecher, der unter anderem in der Fernsehsendung heute des ZDF tätig war.

## Leben und Schaffen
1961 bis 1962 absolvierte Surland ein Volontariat bei der Westfalenpost und sammelte hier erste Erfahrungen im redaktionellen Bereich.
Im März 1964 war Surland (noch unter dem Namen Hannappel) jüngster Ansager und Nachrichtensprecher bei WDR in Köln. Er nahm Schauspiel- und Gesangsunterricht und arbeitete als Sprecher für den Südfunk Stuttgart und ab 1970 unter Helmut Hansen für den HR als Sprecher und Ansager. Er moderierte u. a. in Teens, Twens, Top-Time, vertrat Fred Metzler in Stelldichein auf Musik und betätigte sich in Film-Synchronisation für das HR-Fernsehen. Neben seiner Sprechertätigkeit war Surland auch als Journalist und Texter tätig.
1971 erschien eine Schallplatte des Komponisten Willibald Quanz, wo Surland als Sänger der Titel Wir sind alle nicht so brav und Wir sind räderdoll zu hören ist. 1972 belegte er beim Finale der Karnevals-Hitparade, live im WDR, den vierten Platz. Im „Theater am Dom“ in Köln arbeitete er von 1972 bis 1973 als Schauspieler und Regieassistent.
1973 folgte Surland seiner Frau nach São Paulo. Dort war er unter anderem als Redakteur der Brasil-Post, des größten deutschsprachigen Wochenblatts Brasiliens, als Schauspieler und als Solo- und Chor-Sänger tätig und war außerdem als Südamerikakorrespondent für die Presseagenturen SID und ISK (Internationale Sport-Korrespondenz) beschäftigt. Seine Arbeiten wurden in der Süddeutschen Zeitung, der Welt am Sonntag und im Kicker veröffentlicht. Mit Telefonberichten bediente er die Sender ORF, HR wie auch WDR und berichtete dreimal wöchentlich live aus São Paulo zum NDR in die Sendungen nach Hamburg.
1979 ging er zurück nach Deutschland und betätigte sich weiterhin journalistisch wie auch mit Übersetzungsarbeiten und als Sprecher für den NDR. Aus den Studios des HR lieferte er Berichte an den Saarländischen Rundfunk für die Sendungen Mittagsmagazin, Zwischen heute und morgen, ein Magazin für kulturelle, gesellschaftliche und kulturelle Themen auf der Europawelle. Er moderierte Mittelwelle-Sendungen der Werbung im Rundfunk des HR. SWF-Chefsprecher Rolf Klein setzte ihn als Leiter vom Dienst und Sprecher im SWF-Hörfunkstudio Mainz ein. Außerdem synchronisierte er wieder Filme bei der Hessenschau wie auch für Titel, Thesen, Temperamente.
Im Mai 1979 wurde er zusammen mit anderen Autoren, wie u. a. Gerhard Zwerenz, Walter E. Richartz und Peter Härtling, vom Landesverband Hessen des Verbandes deutscher Schriftsteller eingeladen, im großen Saal des Schauspiel Frankfurt Texte der Autoren Johannes R. Becher, Egon Erwin Kisch, Erich Kästner, Kurt Tucholsky, deren Werke 1933 auf dem Scheiterhaufen der Nazis brannten, zu lesen.
Im Juli 1980 bekam Surland eine Planstelle als Leiter vom Dienst und Sprecher beim Saarländischen Rundfunk. Ab Mai 1981 wurde er bei den Nachrichten im Fernsehen in der Sendung Aktueller Bericht eingesetzt. Beim NDR war er im Oktober 1985 – neben Chefsprecher Achim Gertz – erster Nachrichten-Sprecher im Regionalmagazin Hallo Niedersachsen.
Im September 1979 war Surland erstmals als Sprecher für das ZDF tätig und gehörte ab 1989 zum festen Bestandteil (On/Off) der heute-Sendung.
Mit der Pensionierung Heinz Wrobels 1991 erhielt Surland eine Planstelle beim ZDF, und ihm wurde 1998 als Sprecher die Presseschau übertragen.
2007 wurde Surland pensioniert, ist aber weiterhin als Autor aktiv. Außerdem ist er Mitglied der Arbeitsgemeinschaft für deutsche Sprache, die sich gegen die Rechtschreibreform einsetzt.